# Disclisioprocta constellata
Disclisioprocta constellata är en fjärilsart som beskrevs av W. Warren 1897. Disclisioprocta constellata ingår i släktet Disclisioprocta och familjen mätare. Inga underarter finns listade i Catalogue of Life.